# Hymenoscyphus menthae
Hymenoscyphus menthae (W. Phillips) Baral – gatunek grzybów z rodziny tocznikowatych (Helotiaceae).

## Systematyka i nazewnictwo
Pozycja w klasyfikacji według Index Fungorum: Hymenoscyphus, Helotiaceae, Helotiales, Leotiomycetidae, Leotiomycetes, Pezizomycotina, Ascomycota, Fungi.
Po raz pierwszy takson ten opisał w 1881 r. William Phillips nadając mu nazwę Helotium menthae. Obecną, uznaną przez Index Fungorum nazwę nadał mu w 1985 r. Hans-Otto Baral.
Ma 9 synonimów. Niektóre z nich:
- Helotium consobrinum Boud. 1907
- Hymenoscyphus consobrinus (Boud.) Hengstm. 1985[2].

## Morfologia
Owocniki
Apotecja złożone z miseczki o średnicy 0,2–0,6 mm i trzonu o wysokości 0,2– 0,7 mm. Powierzchnia wewnętrzna (hymenium) miseczki początkowo białawożółta, potem żóła, a w stanie suchym jasnobrązowa. Sterylna powierzchnia zewnętrzna tej samej barwy, trzon podobnie, lub nieco jaśniejszy i gładki.
Cechy mikroskopowe
Ekscypulum o grubości 50–85 μm, dwuwarstwowe, zbudowane z wielościennych, gładkich, szklistych lub niemal szklistych, cienkościennych lub nieco grubościennych strzępek o szerokości 4–5 μm. Warstwa zewnętrzna o nieco bladobrązowej barwie, wewnętrzna złożona ze szklistych strzępek o szerokości 2,5–3 μm. Worki 80–95 × 5–9 μm, cylindryczno maczugowate, ośmiozarodnikowe, wyrastające ze słabo widocznych pastorałek. Mają stożkowy wierzchołek o grubości 2–3 μm i pory w odczynniku Melzera barwiące się na niebiesko (bez wstępnej obróbki KOH). Parafizy nitkowate z tępymi wierzchołkami pogrubionymi do 2,5–4 μm, septowane, szkliste. Askospory 15–21,5×3– 4,5 μm, jednorzędowe lub nieregularnie dwurzędowe, maczugowato elipsoidalne lub maczugowato wrzecionowate, z zaokrąglonym końcem proksymalnym, z 0–2, kulistymi lub nieregularnymi gutulami.

## Występowanie i siedlisko
Podano stanowiska Hemenoscyphus menthae w Ameryce Północnej, Europie (w tym na Grenlandii), Australii i Japonii. W 2006 r. M.A. Chmiel podała jedno stanowisko w Polsce, w późniejszych latach podano następne. Najbardziej aktualne podaje internetowy atlas grzybów. Zaliczony w nim jest do gatunków zagrożonych, wartych objęcia ochroną.
Grzyb saprotroficzny, w Polsce notowany na martwych gałązkach roślin zielnych, w Japonii na opadłych owocach hortensji, a w innych krajach także na innych podłożach.